# Portcullis House

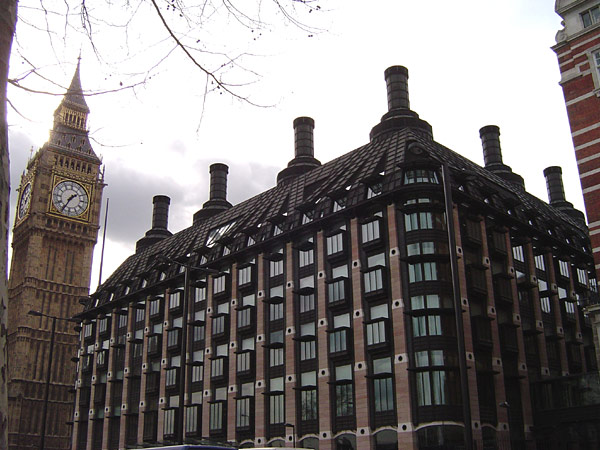
Portcullis House

O Portcullis House, em português: Ponte Elevadiça, está localizada em Westminster, Londres, tendo sido encomendada em 1992 para fornecer gabinetes aos deputados e seus funcionários, ampliando o espaço limitado no Palácio de Westminster e arredores. A entrada do público fica no Embankment.